# José Valero
José Valero Martín, né le 3 octobre 1917 à Valence (Espagne) et mort le 26 juin 2004 à Valence (Espagne), il était un footballeur espagnol qui jouait au poste de gardien de but.

## Biographie
José Valero joue au Levante UD entre 1935 et 1940.
José Valero passe dans les rangs du Real Saragosse avec qui il débute le 29 septembre 1940 à l'âge de 23 ans lors d'un match face au Real Madrid (1 à 1). À la fin de la saison, Saragosse est relégué en deuxième division, mais il remonte l'année suivante.
En 1943, Valero rejoint le FC Barcelone où il joue pendant quatre saisons (1943-1947). Il n'est titulaire que lors de sa première saison au Barça, il est ensuite le remplaçant de Juan Zambudio Velasco. 
Entre 1947 et 1949, il joue avec le Grenade CF.
Il joue ensuite avec l'Espanyol de Barcelone, puis au Real Valladolid où il met un terme à sa carrière de joueur le 15 avril 1951 lors d'un match contre l'UE Lleida (victoire 2 à 0 de Valladolid).
Le bilan de la carrière professionnelle de José Valero en championnat s'élève à 95 matchs disputés, pour 175 buts encaissés, avec notamment 73 matchs matchs en première division.
Il entraîne l'UE Lleida lors de la saison 1955-1956.

## Palmarès
- Champion d'Espagne en 1945 avec le FC Barcelone